# Лукьянов, Иоанн
Иоанн Лукьянов (вторая половина XVII века — начало XVIII века) — русский священник-старообрядец, писатель-путешественник. Автор литературного памятника «Хождение в Святую землю».

## Биография и ход путешествия
Из текста «Хождения» можно судить, что Иоанн Лукьянов родился в Калуге и происходил из купеческого сословия. Он жил в Москве и был, как следует из его проезжей грамоты, священником в церкви Николая Чудотворца на Песках.
В декабре 1701 года вместе со спутниками — монахами Лукой, Григорием и Адрианом — отправился в Иерусалим. Официальной целью путешествия было поклонение христианским святыням, неофициальной — выяснение положения дел в греческой церкви и изучение возможности поставления старообрядческого епископа от заграничных архиереев.
Лукьянов и его спутники направились сначала в Калугу (один из центров раскола) и получили благословение в сочувствовавшем старообрядцам Спасо-Введенском Воротынском монастыре. Далее через Белёв, Волхов, Орёл, Кромы паломники добрались до пограничного города Севска. Затем через Глухов, Кролевец, Батурин прибыли в Киев, где от экспедиции отстал Адриан.
Проехав через Фастов и Немиров, путешественники переправились через Южный Буг и поехали к городу Сороки, оттуда — в Яссы, там наняли проводника до Галац. Оттуда они отплыли по Дунаю к Чёрному морю и 22 марта 1702 года прибыли в Константинополь (Стамбул). Пробыв там четыре месяца и съездив в Адрианополь, резиденцию турецкого султана, 26 июля путешественники продолжили путь по морю, посетили острова Хиос, Сими, Родос. 11 августа их корабль вошёл в устье Нила, пристав к городу Рашиду. Из египетского Думьята паломники сели на корабль, идущий в Иоппию, пристань Иерусалима, однако из-за шторма они оказались в городе Сайда на ливанском побережье. 14 сентября Иоанн Лукьянов со спутниками прибыл в Иоппию, но из-за боевых действий и нападений разбойников добрался до Иерусалима лишь через полтора месяца.
18 января 1703 года путешественники отправились в обратную дорогу: по суше до Иоппии, кораблем до Думьята, а оттуда через Средиземное море вдоль берегов Малой Азии в сторону Константинополя. На корабль напали мальтийские пираты, в связи с чем он укрылся в гавани Кастелоризо в Эгейском море, но несколько недель судно вынуждено было простоять там без провианта из-за эпидемии в этом городке. Затем в сопровождении посланной на помощь эскадры корабль двинулся в Стамбул, но попал в шторм, а затем сел на мель. Из Константинополя вместе с калужскими купцами Лукьянов доплыл обратно до Галац, с янычарами через Яссы, Сороки, Немиров добрался до Фастова. Оттуда в сопровождении воинов Семёна Палия доехал до Киева и отправился в Нежин, на чем и обрывается его рассказ.
Дальнейший путь Иоанна Лукьянова достоверно неизвестен, но предполагается, что он не поехал в Москву, а отправился в общину старообрядцев на Ветке. Из сохранившихся документов Синода и Раскольничей конторы (органа при Сенате, ведавшего делами старообрядцев), известно, что на Ветке, в Калуге и Волоколамске миссионерскую работу вели некие Леонтий и Иоанн. Однако в 1712 году такого проповедника на Ветке уже не было — возможно, Иоанн Лукьянов к тому моменту умер.

## «Хождение» как литературный памятник

### Редакции и проблема авторства
«Хождение в Святую землю», до середины XIX века известное практически исключительно в среде старообрядцев, было впервые опубликовано в «Черниговском листке» в 1862 году под именем старца Леонтия. В 1863 году в «Русском архиве» (и затем отдельно в 1864 году) был издан другой вариант рукописи, где автором уже называется Иоанн Лукьянов. Научное издание «Хождения» было осуществлено лишь в 2008 году в серии «Литературные памятники».
К настоящему времени известно 17 списков «Хождения в Святую землю», которые можно разделить на три редакции. Тот факт, что в первой и второй редакциях авторство приписано Леонтию Ветковскому, вызвал дискуссию в среде исследователей. В конце XIX века М. И. Лилеев, обнаруживший в архиве подорожную на имя Иоанна Лукьянова, предположил, что на Ветке он принял постриг под именем Леонтия. Писатель П. И. Мельников-Печерский считал, что Лукьянов и Леонтий — разные люди. Н. В. Понырко в 1970-е годы отмечала правдоподобность версии Лилеева. Для статьи для Большой Российской энциклопедии В. Л. Коровин также принял версию о тождественности Иоанна и Леонтия. Однако в новейших исследованиях (С. Беливского, Л. А. Ольшевской и С. Л. Травникова, К. В. Трибунской) отдаётся предпочтение версии о том, что речь всё же идёт о двух разных людях.
В частности, в пользу авторства священника Иоанна Лукьянова, а не монаха Леонтия свидетельствуют те факты, что автор считал своим покровителем Иоанна Предтечу, что некоторые поступки автора во время путешествия были совершенно неприемлемы для монаха, а также что в Ветковской летописи Леонтий и Иоанн упоминаются параллельно. Старец Леонтий же, возможно, был причастен к литературной обработке текста.
Исследование текста памятника показывает, что первая редакция возникла не ранее 1703, но не позднее 1734 года. Создание второй редакции, вероятно, было связано с подготовкой к канонизации Леонтия. Вскоре после этого, в 1780-е годы, в Москве была создана третья редакция, составитель которой использовал все доступные ему источники и утвердил авторство за Иоанном Лукьяновым. Из анализа также следует, что составители второй и третьей редакций могли черпать сведения о путешествии из неизвестного современным исследователям варианта сочинения — возможно, из автографа самого Иоанна.

### Историческая и художественная ценность «Хождения»
«Хождение в Святую землю» Иоанна Лукьянова представляет большую ценность как исторический источник. Как отмечают исследователи, оно содержит колоритные заметки о жизни повстречавшихся на пути автору представителей самых разных слоёв населения нескольких стран: русских старообрядцев и студентов Киево-Могилянской академии, калужских купцов и путивльских стрельцов, турецких янычар и мальтийских пиратов и т. д. Есть в нём портреты деятелей эпохи (Д. М. Голицына, П. А. Толстого, С. Ф. Палия, Варлаама Ясинского, константинопольского патриарха Каллиника II и др.). Интересны замечания автора политического и религиозно-этического свойства. Пересказывает автор и некоторые свидетельства участников важных событий, например, боевых действий.
Историки литературы относят «Хождение» Иоанна Лукьянова к интересным образцам русского демократического барокко, которому свойственен жизнеутверждающий характер и динамичное повествование, внимание к деталям, личным впечатлениям. С точки зрения жанра, произведение можно отнести к переходному этапу от хождения к путешествию: изменения претерпела как традиционная композиция, так и средства выразительности (например, в тексте появляется много сатиры). Отмечается стилистическое сходство «Хождения» с произведениями протопопа Аввакума.